# Гідра (супутник)

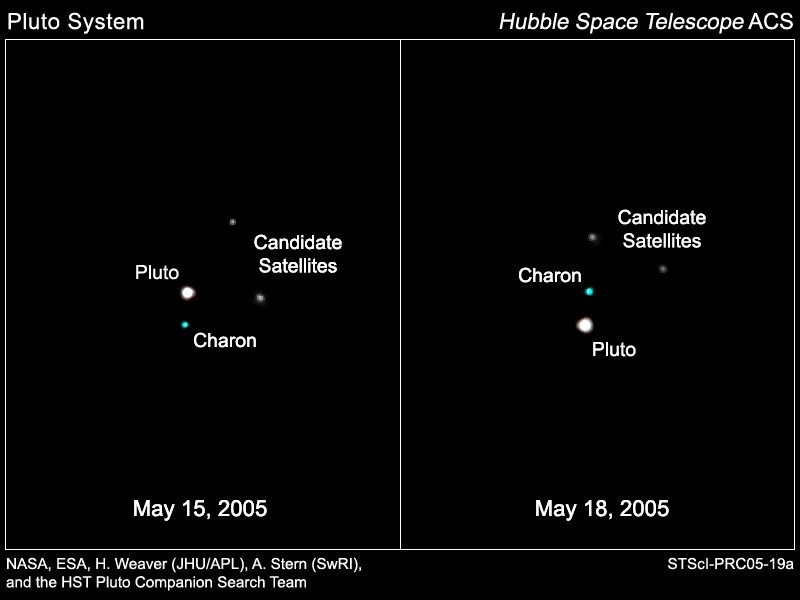
Фото відкриття супутників Плутона у 2005 році.

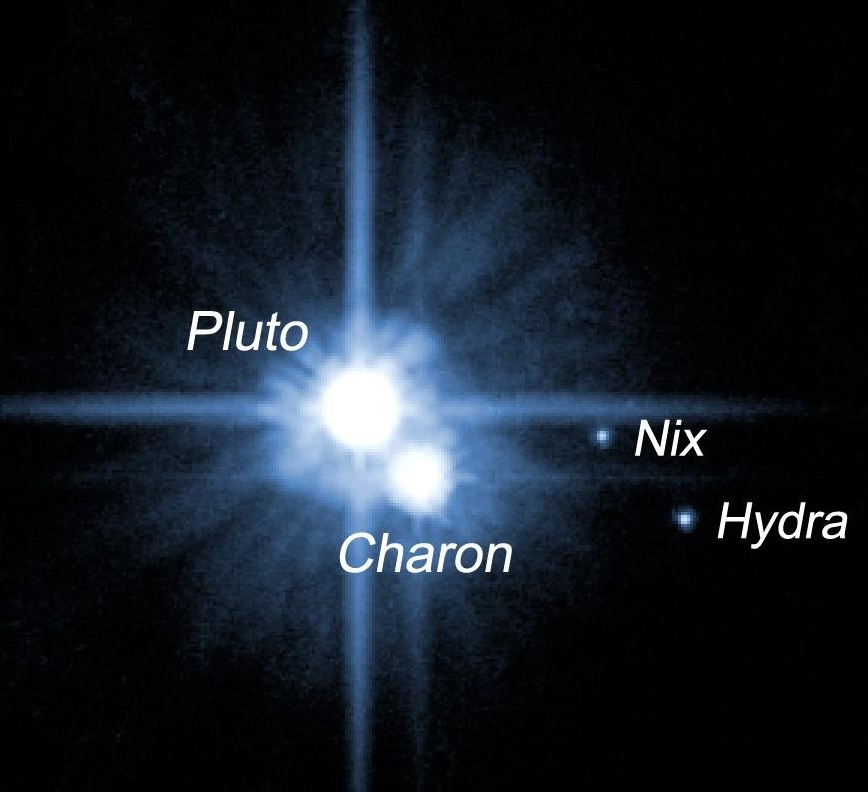
Фото на якому в 2006 році були зафіксовані супутники Плутона — Нікта (Nix) і Гідра (Hydra)

Гідра (134340 III, англ. Hydra, раніше S/2005 P 1) — карликовий супутник Плутона, відомий також під назвою «Плутон III».

## Відкриття
Фото, на основі якого були відкриті другий Нікта і третій Гідра супутники Плутона, отримане між 15 і 19 травня 2005 р. за допомогою телескопа Габбл членами групи англ. Hubble Space Telescope Pluto Companion Search Team. Супутники були вперше виявлені 15 липня 2005 року Макс Дж. Мучером (англ. Max J. Mutchler) і Андру Дж. Стефелем (англ. Andrew J. Steffle), а вже 15 серпня 2005 року їх назвали S/2005 P 2  (Нікта) і S/2005 P 3 (Гідра). Після додаткових досліджень і перевірок, 31 жовтня 2005 року у міжнародному астрономічному циркулярі (англ. International Astronomical Union Circular (IAUC)) № 8723 було офіційно повідомлено про відкриття. Його текст у форматі pdf можна переглянути на сайті Гарвардського Університету. У 2006 р. супутники одержали сучасні назви.
Гідра — названа за іменем персонажа давньогрецької міфології — Лернейської гідри(грец.Ὕδρα), міфічної стоголової потвори, дочки Тіфона й Єхидни, яка жила у болоті Лерне на Пелопоннесі і спустошувала навколишню місцевість.
Космічний зонд «New Horizons» у 2015 році стане першим космічним апаратом, що пролетить повз Плутон та його супутники — Харон, Нікту та Гідру, та їх дослідить.

## Орбіта
Супутник здійснює повний оберт навколо Плутона на відстані приблизно 64 749 км. Сидеричний період обертання 32,206 земної доби. Орбіта має ексцентриситет ~0,0051. Нахил ретроградної орбіти до локальної площини Лапласа 0,212°.

## Фізичні характеристики
Альбедо — 0,04—0,35. Маса супутника становить порядку 5×1016 до 2×1018 кг. Гідра перебуває в орбітальному резонансі з Хароном, здійснюючи шість обертів навколо планети на один орбітальний оберт Харона, а також із Ніктою (тут співвідношення періодів 2:3).